# Архестрат
Архестрат (др.-греч. Ἀρχέστρατος) — греческий поэт  IV века до н. э.
Происходил из Гелы или Сиракуз, был современником Дионисия Младшего, Платона и Аристотеля. Автор поэмы о кулинарии, написанной эпическим гекзаметром, от которой сохранилось 62 фрагмента (334 стиха), цитируемых Афинеем в «Пире мудрецов».
Сочинение Архестрата пользовалось популярностью в эпоху эллинизма, и античные авторы давали ему разные названия: Хрисипп именовал поэму «Гастрономия» (Γαστρονομίᾳ), Ликофрон — «Гастрология», Линкей Самосский и Каллимах — «Гедипатия» (Ἡδυπαθεία), то есть «Искусство жить роскошно», или «Сладкая жизнь», Клеарх — «Деипнология» (Δειπνολογία, «Искусство обедать»), а другие — просто «Поварское искусство» (Ὀψοποιία).
Начиналось оно фразой «Вот образец я даю разысканий для целой Эллады», и содержало описание многочисленных блюд, закусок, вин, из которых Афиней, в основном, цитирует то, что относится к рыбе.
По словам Афинея и его источников, Архестрат, «объехавший целый мир ради вожделений желудка и того, что ниже», побывал во многих местах Средиземноморья, добравшись до Меотиды, «с дотошностью землеописателей и составителей лоций» перечисляя, по его собственным словам, «где наилучшее есть из питья или снеди».
Из описаний рыбных блюд Афиней особо выделяет рассуждения Архестрата об акулах:
О родосской колючей акуле, считавшейся в древности дорогим деликатесом, Архестрат пишет:
Линкей Самосский присоединяется к совету Архестрата, соглашаясь, что ради такого кушанья стоит пойти на преступление и быть пойманным.
Афиней, иронизируя над манерой Архестрата, назвал его «Гесиодом и Феогнидом всех лакомок», а стоик Хрисипп говорил, что он «стал вожатым Эпикура и всех, кто вслед за ним учит развращающему наслаждению», и с презрением приравнивал его поэму к непотребному сочинению Филениды о любовных утехах.
По словам Клеарха, учителем Архестрата был Терпсион, который первым написал «Гастрологию» 
и указывал своим ученикам, чего следует избегать.
На латинский язык поэма была переведена в III веке до н. э. Эннием. Отдельное издание фрагментов на английском вышло в 1994 под названием «The life of luxury».